# Дикая Земля
Дикая Земля (англ. Savage Land) — доисторическая земля, появляющаяся в американских комиксах издательства Marvel Comics. Представляет собой тропический заповедник, скрытый в Антарктиде.

## История публикаций
Дикая Земля впервые появилась в комиксе Marvel Mystery #22 (Август 1941), в рассказе Джо Саймона, Джека Кирби и Сида Шорса под названием «Хор, чёрный колдун», где была известна как «Земля, на которой остановилось время». В The X-Men #10 (март 1965) авторства Кирби и Стэна Ли она получила своё официальное название.

## История
Около 200 миллионов лет назад инопланетная раса Нували создала Дикую Землю в Антарктиде в качестве одного из нескольких планетарных «заповедников» для таинственных богоподобных Потусторонних. Нували населили территорию существами той эпохи, в первую очередь динозаврами, в то время как флора и фауна Земли изменилась за последующие миллионы лет. Динозавры вымерли около 65 миллионов лет назад в конце Мелового периода, когда на Землю упал метеорит. Тем не менее, им удалось выжить на Дикой Земле. Когда континенты Земли сдвинулись примерно за 50 миллионов до н.э., Нували увеличили количество вулканов на Дикой Земле, чтобы сохранить её тропический климат. Он пополнили заповедник доисторическими млекопитающими и ранними гоминидами, или «человекообезьянами». После ухода Нували в 200 000 г. до н.э. мало что известно об истории Дикой Земли на протяжении более ста тысячелетий.

## Вселенная Ultimate 6160
В комиксе Ultimate Spider-Man #13 была представлена Дикая Земля новой Ultimate вселенной. Она находится под Нью-Йорком и управляется Человеком-кротом из Зловещей Шестёрки. Биом также заселён динозаврами и птеродактилями. Другой член Шестёрки, охотник Крейвен, решил устроить охоту на пойманных им Гарри Озборна и Питера Паркера на Дикой Земле. Человек-крот дал на это согласие. 

## Вне комиксов

### Телевидение
- Дикая Земля появляется в эпизоде «Конический нос Нептуна» мультсериала «Человек-паук» (1967).
- Дикая Земля появляется в эпизоде «Охотник и охотящийся» мультсериала «Человек-паук» (1981).
- Дикая Земля появляется в мультсериале «Люди Икс» (1992). На её территории была расположена база Мистера Зловещего.
- Дикая Земля появляется в эпизоде «Бухаха на дне мира!» мультсериала «Супергеройский отряд» (2009). На её территории был расположен аванпост Щ.И.Т.а.
- Дикая Земля появляется в эпизоде «Дикий Человек-паук» мультсериала «Великий Человек-паук» (2012).
- Дикая Земля появляется в мультсериале «Халк и агенты У.Д.А.Р.» (2013).
- Дикая Земля появляется в эпизоде «Дикари» мультсериала «Мстители, общий сбор!» (2013).

### Кино
- В 2016 году продюсер серии фильмов про Людей Икс Хатч Паркер заявил, что Дикая Земля может появиться как во франшизе Fox, так и в фильмах Marvel Studios[5].
- Дикая Земля эпизодически появляется в фильме «Доктор Стрэндж: В мультивселенной безумия» (2022), действие которого происходит в рамках медиафраншизы «Кинематографическая вселенная Marvel». Доктор Стрэндж и Америка Чавес посещают её, наряду со множеством других реальностей Мультивселенной[6][7].

### Видеоигры
- Дикая Земля — первый уровень в игре X-Men (1993).
- Дикая Земля появляется на уровне Росомахи в игре X-Men: Children of the Atom (1994).
- Дикая Земля является одним из уровней игры X-Men 2: Clone Wars (1995).
- Дикая Земля является одним из уровней игры X-Men: Next Dimension (2002).
- Дикая Земля появляется в игре X-Men Legends II: Rise of Apocalypse (2005). На ней расположена полевая база Братства мутантов под названием Авалон.
- Дикая Земля появляется в игре Marvel Super Hero Squad (2009).
- Дикая Земля появляется в игре Marvel: Avengers Alliance (2012).[8]
- Дикая Земля появляется в игре Marvel Snap (2022)[9].